# 伊号第四百五潜水艦
伊号第四百五潜水艦（いごうだいよんひゃくごせんすいかん）は、日本海軍の未成潜水艦。伊四百型潜水艦の1隻。

## 艦歴
改⑤計画の潜水艦特、第5231号艦型の6番艦、仮称艦名第5236号艦として計画。
1944年8月25日、伊号第四百五潜水艦と命名されて本籍を呉鎮守府と仮定。9月27日、川崎重工業泉州工場で起工したが、直後に工事中止となり解体された。